# Ян Абрагамфі

Ян Абрагамфі (словац. Ján Abrahámfi або Ján Abrahamffy; 1662, Нове Место-над-Вагом — 16 квітня 1728, Скалиця) – словацький релігійний письменник епохи бароко, автор першого друкованого словацького католицького молитовника. Походив з родини поміщиків.

## Життєпис
Навчався в єзуїтській гімназії в Скалиці, потім з 1676 року продовжує навчання в Трнаві на філософському факультеті, де в 1680 році здобуває ступінь бакалавра в напрямку філософії. З 1682 року в цьому ж університеті навчається на теологічному факультеті. У 1684 році вступає у Глоговцях до францисканського ордену. У період з 1684 по 1686 роки навчається в школі францисканського ордену в Скалиці на спеціальності «філософія». Завершив своє навчання в Угерскому Градішті у період з 1687 по 1688 роки та у Глоговцях в 1689 році.
Після навчання працює францисканським проповідником у монастирі в Бецкові в роках: 1690, 1698, 1700—1701. У місті Кремниця працював з 1691 по 1693 рік та в році 1702; в Глоговці у період з 1694 по 1695 рік; в Пряшеві-Нижній Шебастовій у період з 1696 по 1697 рік; в Кошицях впродовж 1696 року, а потім від 1703 року у Скалиці.

## Творчість
Праці, написані та видані Абрагамфі, відносяться до найстарших словацьких друкованих книг. У працях часто йдеться про швидкоплинність світу, загробний світ, жахи останнього суду та інше. В його найбільш відомій книзі «Книга релігійних молитов» (Knižka modliteb nábožných), що була видана в Трнаві у 1693 році, наявні прозаїчні і віршовані молитви, які були натхненними передусім принципами францисканського барокового благочестя (покора і містика), але, окрім того, й протигабсбургськими повстаннями угорської шляхти, війнами з турками та проблемами в житті суспільства. Антиреформаційний полемічний твір Яна «Fakule hořící» був написаний передусім з ціллю рекатолизації. Також, Абрагамфі видав: молитовник латинською мовою  (Holocaustum quotidianum (Každodenná zápalná obeť)), збірку псалмів (zbierka žalmov Žaltář, Брно, 1697 рік) і свої рукописи «Liber Abrahamffyanus» та «Kázne».

## Праці
- 1693 — Knižka modliteb nábožných
- 1695 — Holocaustum quotidianum (Každodenná zápalná obeť)
- 1697 — zbierka žalmov «Žaltář»
- 1700 — protireformátorský polemický spis Fakule hořící
- Rozmlúvání duše s telem, domácim svým neprítelem